# Torre F
La Torre F es un rascacielos en construcción en Abiyán, Côte d’Ivoire, concretamente en la comuna de Le Plateau. Su construcción inicia en julio de 2021 y, cuando esté completada, será el edificio más alto de África, superando a la Iconic Tower de la Nueva Capital Administrativa, Egipto.
Fue diseñada por el arquitecto libanés-marfileño Pierre Fakhoury. El coste de la obra es de aproximadamente 250.000 millones de francos CFA, que equivalen a unos 450 millones de euros (a precios de 2023).
El proyecto fue iniciado por el Ministerio de Construcción, Vivienda y Urbanismo de Côte d'Ivoire, propietario del proyecto, en colaboración con PFO África, promotor y diseñador. La construcción de la Torre F está a cargo de la empresa empresa belga BESIX.